# Pseudoxenodon stejnegeri
Pseudoxenodon stejnegeri — вид змій родини полозових (Colubridae). Мешкає в Південно-Східній Азії. Вид названий на честь американського герпетолога Леонарда Штейнеґера.

## Підвиди
Виділяють два підвиди:
- Pseudoxenodon stejnegeri stejnegeri Barbour, 1908;
- Pseudoxenodon stejnegeri striaticaudatus Pope, 1928.

## Поширення і екологія
Pseudoxenodon stejnegeri широко поширені на півдні Китаю, а також на острові Тайвань. Вони живуть у вологих гірських субтропічних лісах, на висоті від 400 до 2100 м над рівнем моря. Живляться земноводними. Відкладають яйця.